# تشوي سو-بن
تشوي سو-بن (هانغل: 최수빈) هو لاعب كرة قدم كوري جنوبي في مركز الهجوم، ولد في 14 أكتوبر 1988 في كوريا الجنوبية. لعب مع إنتشون يونايتد.

## وصلات خارجية
- تشوي سو-بن على موقع رابطة كرة القدم اليابانية للمحترفين (اليابانية)
- تشوي سو-بن على موقع دوري كوريا الجنوبية (الإنجليزية)